# 西部沿河鐵路
35°38′01″N 139°52′57″E / 35.633732°N 139.882427°E
西部沿河鐵路（日语：ウエスタンリバー鉄道；代碼為WRR）是位於東京迪士尼樂園的一條2英尺6英寸（762毫米）窄軌鐵路景點，在1983年4月15日啓用。其路線全長5,283英尺（1,610），沿途經過探險世界、西部樂園及動物天地。

## 概要
西部沿河鐵路是東京迪士尼樂園内唯二的鐵路游樂設施（另一個為位於東京迪士尼海洋的迪士尼海洋電氣化鐵路）。與其他迪士尼樂園内的鐵路不同，它並不圍繞整個樂園運行；且其採用了2英尺6英寸（762毫米）的窄軌鐵路設計，而非其他迪士尼樂園鐵路常用的3英尺（914毫米）窄軌。
在西部沿河鐵路開幕時，日本《鐵道事業法》規定任何停靠多於一個車站的鐵路必須遵守按時間表運行及收取車資等與普通鐵路相同的規定（相關法規於1987年4月1日廢除）。因此，西部沿河鐵路只停靠一個車站，以避免使用密封車廂及收取車資等法規問題。
西部沿河鐵路由特佳麗多美贊助。

## 路線
西部沿河鐵路為一條環狀線鐵路。列車從探險世界站出發，經過西部主題的車站斯蒂爾沃特交匯處（英語：Stillwater Junction），但列車並不在此站停靠。列車其後駛進一處森林，乘客可以在此看見野生動物及美洲原住民的動畫展示。鐵路穿過並駛過動物天地園區内的一座排架橋及西部樂園的巨雷山驚險之旅。最終，列車會經過一條設有恐龍等史前世界發聲機動裝置的隧道並返回探險世界站。

## 車輛
西部沿河鐵路共有4輛由協三工業（英語：Kyosan Kogyo Co.）製造的2英尺6英寸（762毫米）窄軌蒸汽機車，分別以美國西部的著名河流命名。4輛機車均仿造鮑爾溫機車廠建造、於丹佛和格蘭德河西部鐵路運行的「蒙特蘇馬（英語：Montezuma）」機車製成。
鐵路也有12輛鐵路客車，故每輛蒸汽機車可配有三節客車車廂。所有客車均為游客面向前方的納拉甘西特式遊覽車（Narragansett-style excursion car）設計，與迪士尼樂園鐵路及迪士尼世界鐵路相同。客車的每行座位都設有一扇作安全逃生用途、往内打開的小門。
| 編號 | 名字                 | 命名       | 圖片 | 車輪  | 建造日期 | 製造商   | 序號  | 啓用日期       | 客車                     | 備注                                                     |
| ---- | -------------------- | ---------- | ---- | ----- | -------- | -------- | ----- | -------------- | ------------------------ | -------------------------------------------------------- |
| 53   | 科羅拉多 Corlado     | 科羅拉多河 |      | 2-4-0 | 1982年   | 協三工業 | 10096 | 1983年 4月15日 | 紅棕色客車 （100系列）   | 外觀為紅棕色，頭燈兩側各繪有一隻麋鹿。                   |
| 28   | 密蘇里 Missouri      | 密蘇里河   |      | 2-4-0 | 1982年   | 協三工業 | 10095 | 1983年 4月15日 | 綠色客車 （200系列）     | 外觀為綠色，頭燈兩側各均繪有密蘇里大瀑布。               |
| 25   | 格蘭德河 Rio Grande  | 格蘭德河   |      | 2-4-0 | 1982年   | 協三工業 | 10094 | 1983年 4月15日 | 紅色客車 （300系列）     | 外觀為紅色，頭燈兩側各繪有一隻灰熊。                     |
| 20   | 密西西比 Mississippi | 密西西比河 |      | 2-4-0 | 1991年   | 協三工業 | 10100 | 1991年 10月8日 | 紅或藍色客車 （400系列） | 外觀為紅色，鍋爐處則為藍色，頭燈兩側各繪有一隻美洲野牛。 |